# سيد غناء

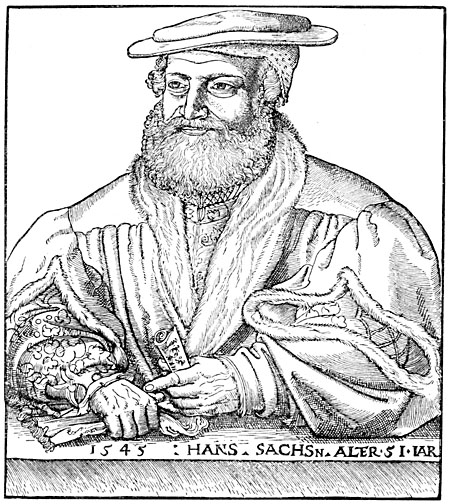
هَنز سَكس، زعيم مدرسة أسياد الغناء الشهيرة في القرن السادس عشر في نورنبرغ

سيد الغناء كان عضوًا في حرفية ألمانية للشعر الغنائي والتلحين والأغنية الفنية غير المصحوبة في القرون الرابع عشر والخامس عشر والسادس عشر. اختير أسياد الغناء في الغالب من ذكور الطبقة المتوسطة.